# 濮阳县
濮阳县是中华人民共和国河南省濮阳市下辖的一个县。面积1455平方公里，总人口約97万人。县人民政府驻城关镇。

## 行政区划
濮阳县下辖12个镇、8个乡：
城关镇、柳屯镇、文留镇、庆祖镇、八公桥镇、徐镇镇、户部寨镇、鲁河镇、子岸镇、胡状镇、王称堌镇、梁庄镇、清河头乡、白堽乡、梨园乡、五星乡、郎中乡、海通乡、渠村乡和习城乡。

## 人口
根據第七次人口普查數據，截至2020年11月1日零時，濮陽縣常住人口968721人。

## 交通
- 106国道过境。